# Amphilina japonica
Amphilina japonica is een lintworm (Platyhelminthes; Cestoda). De worm is tweeslachtig. De soort leeft als parasiet in andere dieren.
Het geslacht Amphilina, waarin de lintworm wordt geplaatst, wordt tot de familie Amphilinidae gerekend. De wetenschappelijke naam van de soort werd voor het eerst geldig gepubliceerd in 1936 door Goto & Ishii.